# Kailao

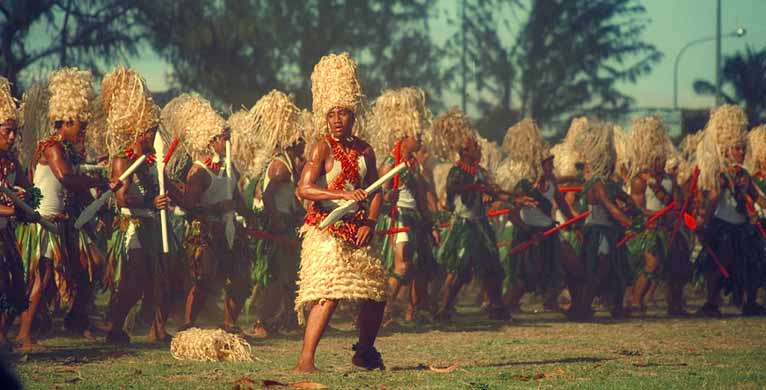
Des étudiants du Tonga College dansant un kailao pour le 70e anniversaire du Roi (1988).

Le kailao est une danse guerrière tribale des Tonga et des îles voisines Wallis et Futuna. Historiquement, les kailao sont seulement dansés et non chantés. Toutefois, certaines danses chantées ont été importées de Wallis-et-Futuna durant le XIXe siècle.
Le sipi tau, un kailao chanté tongien créé en 1994, est réalisé par les équipes nationales de rugby avant le début des rencontres.

## Histoire
Le kailao est un type de danse guerrière tribale, originaire des îles Tonga, Wallis et Futuna,,.
Le kailao est habituellement exécuté lors de cérémonies publiques et privées. Les hommes, qui portent des bâtons stylisés appelés pate kailao, dansent d'une manière féroce qui émule le combat, accompagnés d'un tambour ou d'une percussion métallique qui établit le tempo.
À la différence d'autres danses tongiennes, le kailao est exécuté sans chanter. Aux îles Tonga avant le XIXe siècle, il n'y avait pas de chants de guerre : parler était considéré un signe de faiblesse lors d'une bataille. Toutefois, au XIXe siècle, une danse de guerre chantée fut introduite aux Tonga depuis les îles voisines Wallis et Futuna (annexées par les Tonga).
La séquence de mouvements qui doivent être exécutés par le groupe est dictée par le meneur de la danse, qui donne le nom de la séquence et dit quand commencer. La danse montre la discipline des danseurs, l'obéissance et leur habileté avec leur arme.
Une danse similaire de Rotuma, également dérivée de celle de Wallis, est similairement appelé ka'loa.

## Sipi tau
Le sipi tau est une danse (de type kailao) exécutée par l'équipe des Tonga de rugby à XV et de rugby à XIII avant chaque match.
Le sipi tau a été créé en 1994, en l'honneur de l'équipe de rugby à XV après une tournée victorieuse en Nouvelle-Zélande,. Le chant original a été écrit par le roi Taufaʻahau Tupou IV. Toutefois, les origines du sipi tau sont plus anciennes que cette date et remontent aux périodes tribales, notamment guerrières.
La forme du sipi tau est variable,. La version originale dure environ deux minutes et reprend le chant composé par le roi. Toutefois, d'autres versions existent, adaptées aux différents contextes de l'exécution du sipi tau. Ainsi, les paroles peuvent être modifiées ou la durée de la danse réduite à une trentaine de secondes (pour être réalisé en ouverture des mtachs de rugby).
Le sipi tau est considéré par plusieurs observateurs comme proche des haka néo-zélandais.
Le sipi tau est proche du siva tau samoan. Il s'agit d'une danse d'avertissement destinée aux adversaires. Elle évoque la fierté de l'identité tongienne.

## Chant
Paroles en tongien et traduction française ,: 
« 
(Meneur) : Teu ke tau !
Tonga !
Teu lea pea tala ki mamani katoa
Ko e ʻIkale Tahi kuo halofia.
Ke ʻilo ʻe he sola mo e taka
Ko e ʻaho ni te u tamate tangata,
'A e haafe mo e tautuaʻa
Kuo huʻi hoku anga tangata.
(Meneur) : Ei !
E !
(Meneur) : Ei !
E !
Te u peluki e molo mo e foueti taka,
Pea ngungu mo ha loto fitaʻa
(Meneur) : Ngungu !
ʻIo !
(Meneur) : Ngungu !
ʻIo !
(Meneur) : Ko Tonga pe mate ki he moto
Otua mo Tonga ko hoku tofi'a
(Meneur) : Ei e !
Tonga ! »
« 
Prêts au combat !
Tonga !
Je vais parler au monde entier.
L’aigle de mer est mort de faim.
Que l’étranger et le visiteur soient avertis.
Aujourd’hui, partout, je suis le démolisseur d’âmes.
Des demis jusqu’aux arrières,
je ne suis plus un être humain.
Hé ! hé !
Hé !
Hé ! hé !
Hé !
Je faucherai les mauls et les en-avants
Et croquerai tous les cœurs féroces que vous connaissez
Écraser !
Oui !
Écraser !
Oui !
C'est ainsi que les Tonga meurent pour leur devise
Dieu et Tonga sont mon héritage
Hé, hé !
Tonga ! »